# Цыганский язык
Цыга́нский язы́к, или романи́ (цыг. Романы́ чиб (Romaný chib), Romaňí čhib, Romaňí čib,  ऋऒमञइ चइब ) — язык западных ветвей цыган. Относится к индоарийской ветви индоевропейских языков.
Цыганский язык сложился в условиях изоляции от близкородственной индоарийской языковой среды, сохранив основной лексический фонд древнеиндоарийских языков и типологическую близость со среднеиндийскими и новоиндийскими языками.
Основные черты цыганского языка в области фонетики: оглушение звонких аспират: gh > kh, dh > th, bh > ph; ослабление аспирации: ch > с, th > t, bh > b; децеребрализация: ṭ > r, ḍ > r, ḍh > r, ṣ > s, ṣṭ > št; оглушение аффрикат: j > с и др. В области морфологии: превращение послелогов в новую падежную флексию; противопоставление основы прямого падежа основе косвенных; отсутствие у неодушевлённых имён существительных форм винительного падежа; появление сложных форм будущего времени и др.
Этнические группы цыган, пройдя разный миграционный путь, говорят на различных диалектах, в большей или меньшей степени подвергшихся влиянию окружающих языков в области лексики, фонетики и синтаксиса. Длительное пребывание на территории Византии способствовало проникновению в цыганский язык некоторых черт, общих для многих языков, распространённых на Балканах: артикль, способ выражения форм инфинитива и др.

## История
Российский цыгановед Л. Н. Черенков отрицал теорию нескольких волн миграции, в рамках которой считается, что предки цыган вышли на Запад разными группами в течение нескольких веков. Если рассматривать цыганский язык без влияний европейских языков, он представляет собой язык единой этнической группы. В случае, если из Индии в разные периоды мигрировали представители касты дом, зотты и раджпуты, а затем уже в Европе смешались в цыганский народ, то каждая группа принесла бы с собой свою грамматику и лексику, чего не наблюдается. Современный романэс демонстрирует согласованность исходного наречия. Кроме того, более поздние волны при их наличии принесли бы с собой арабские заимствования (из персидских земель, завоёванных в VII веке мусульманами), чего лингвисты также не наблюдают. Путь мигрантов из Индии по территории Персии, Армении и далее прослеживается благодаря заимствованиям из местных языков. Это движение не было равномерным.

## Диалекты
Современные диалекты различаются по критериям фонетических и грамматических инноваций по сравнению с праязыком. В свою очередь, внутри каждой из крупных диалектных зон существуют многочисленные диалекты, различающиеся в основном лексикой (иногда и морфемами), заимствованными из языков среды проживания. Различия в заимствованной лексике и грамматических инновациях препятствуют взаимопониманию даже между цыганами одной диалектной зоны, но говорящими на разных диалектах, за исключением простых разговоров на бытовые темы.
Различаются 4 крупнейших диалектных зоны:
- северная (синти, русские рома, скандинавские цыгане, финские цыгане, прибалтийские цыгане);
- центральная (диалекты Австрии и Чехии, некоторых регионов Словакии и Венгрии)
- влашская (влахи, кэлдэрары, ловари);
- балканская (цыгане Сербии, Болгарии, Крыма);
- сэрвицкий диалект является южным (балканским) по происхождению, однако претерпел сильное влияние северо-восточных диалектов.

Ввиду интенсивной миграции цыган влашской диалектной группы (в первую очередь, кэлдэраров) их диалектная зона по территории пересекается со всеми прочими, однако наибольшую общность обнаруживает с балканской диалектной зоной. На кэлдэрарских диалектах основаны проекты наддиалектного койне — «общецыганского языка».

### Восточная Европа
На территории Восточной Европы (в том числе России) наибольшее распространение имеют следующие диалекты:
- влашский диалект — используется иногда как обозначение разновидности влашских диалектов, присущей цыганам-влахам на Украине, в России и Чехии;
- котлярский (кэлдэрарский) — довольно консервативен, в лексике высок процент заимствований из румынского языка, заметно влияние русского языка. Разновидность влашских диалектов;
- ловарский (карпато-цыганский) — в лексике повышенный процент заимствований из венгерского и румынского языков. Разновидность влашских диалектов;
- севернорусский — в лексике, синтаксисе и словообразовании очень заметно влияние русского языка — так, например, артикль почти не используется, часто используются префиксы и частицы русского происхождения; много заимствований из польского и немецкого языков; находится в родстве с диалектами польских, чешских, словацких, литовских цыган, а также цыган-синти;
- сэрвицкий диалект;
- балканские диалекты — это группа довольно разнообразных диалектов, преобладающих на Балканском полуострове южнее Румынии, общей чертой которых является значительный консерватизм в фонетике и в морфологии, а также отсутствие заметного влияния румынского языка; типичные представители — македонский арлийский и болгарский ерлийский диалекты; из восточнославянских территорий встречаются только в Крыму и в примыкающих областях к северу от Крыма;
- карпатские диалекты — широко используются в Чехии, Словакии (северная подгруппа), а также в некоторой мере в Венгрии и в Австрии (южная подгруппа); в северной подгруппе ощутимо влияние западнославянских языков, сказывающееся, например, в возникновении инфинитива.

### Западная Европа
На территории Западной Европы существует несколько диалектов цыганского языка.
- Цыгане синти говорят на диалекте, родственном диалектам русских и прибалтийских цыган, но с заимствованиями преимущественно из немецкого и французского.
- Свои диалекты у различных британских цыган, в частности язык уэльских цыган.
- В связи с активными миграциями цыган из Румынии, а также ловарей, активно используются кэлдэрарский и близкие к нему диалекты, а также ловарский диалект.
- Цыгане, проживающие в стране басков, говорят на креольском языке эрроминчела, основанном на баскской грамматике и преимущественно цыганской (кэлдэрарской) лексике.
- В Греции сформировался смешанный цыгано-греческий язык, который находится на грани исчезновения.

### Наддиалектная норма
Взаимопонимание между носителями территориально удалённых друг от друга диалектов северо-западной зоны, а также между ними и носителями диалектов юго-восточной зоны, затруднено ввиду значительного притока слов из местной лексики и местных грамматических инноваций. В то же время, диалекты юго-восточной зоны чаще всего взаимопонятны.
Общепринятой наддиалектной нормы цыганского языка пока не существует. Художественная литература и образовательные и пропагандистские публикации обычно сочиняются на местных диалектах, таких как кэлдэрарский диалект, ловарский диалект, восточнословацкий цыганский, македонский цыганский «арли», болгарские ерлийский и сливенский цыганский, диалект русска рома и т. д. Однако влашский и в особенности кэлдэрарский диалект, ввиду его распространённости по миру, употребляется чаще других в публикациях международных цыганских организаций. Поэтому он нередко оказывает некоторое влияние и на публикации, написанные на других диалектах.
Некоторые учёные выдвигали проекты цыганского наддиалектного койне. Так, цыганский лингвист Кохановский предлагал норму, которую он называл khetani romani, «общий цыганский», и которая, по его мнению, должна была основываться на его собственном балтийском диалекте ввиду его консерватизма. Лингвист Марсель Куртьяде выдвинул более эклектичную норму, базирующуюся прежде всего на балканских и в некоторой мере на влашских диалектах. Пока ещё ни одна из них не воспринята большинством цыган.

### Смешанные языки с цыганской лексикой
В ряде этнических групп цыган и других кочевых народов Европы цыганский язык не сохранился, однако возникли смешанные языки, использующие значительный пласт цыганской лексики.
- Западная Европа:
  - Англоромани (Англия);
  - Валлийско-цыганский язык (Уэльс);
  - Шотландский кант (язык шотландских путешественников).
- Северная Европа и Балтика:
  - Скандоромани (Скандинавия);
  - Лаиусе (эстонско-цыганский, исчез);
  - Финский кало.
- Кавказ:
  - Ломаврен (Армения).
- Иберский полуостров:
  - Эрроминчела (Страна басков);
  - Кало (Испания);
  - Португальский кало (Португалия).
- Юго-Восточная Европа:
  - Цыгано-греческий язык;
  - Цыгано-сербский язык.
- Восточная Европа:
  - Сэрвицкий диалект.

## Географическое распределение носителей языка
Число носителей языка приблизительно.
| Румыния: 621 573 Болгария: 325 343 Венгрия: 315 583 Турция: 280 000 Франция: 215 000 Греция: 160 000 Сербия: 147 604 Россия: 128 197 Словакия: 105 700 Германия: 85 000 Северная Македония: 53 900 | Украина: 47 600 Италия: 42 000 Австрия: 20 000 Хорватия: 16 975 Польша: 12 850 Босния и Герцеговина: 12 583 Албания: 12 000 Бельгия: 10 000 Швеция: 9500 Молдавия: 9323 Черногория: 8305 | Белоруссия: 6848 Чехия: 5135 Латвия: 4983 Словения: 3246 Финляндия: 3000 Нидерланды: 3000 Литва: 2115 Дания: 1500 Эстония: 1100 Великобритания: 1000 Испания: 1000 |

## Письменность
Цыгане обычно используют письменность тех народов, среди которых живут.

### На основе кириллицы
В 1920—1930-е годы в СССР были предприняты попытки создать литературный цыганский язык, что определялось национальной политикой раннего Советского Союза, стремившегося поддерживать культуру малых народов. В качестве основы был использован язык этнической группы русских цыган с добавлением литературных заимствований из других диалектов. Выбор, предположительно, был обусловлен наибольшей степенью ассимилированности русских цыган, многие из которых имели начальную грамотность и в большей степени были подвержены большевистской идеологии. Согласно политике большевиков, культура угнетавшихся в дореволюционное время малых народов с приходом новой власти должна была стать социалистической по содержанию, оставаясь национальной по форме. В основном на новом литературном цыганском языке издавались и рассылались по колхозам переводы марксистско-ленинистской литературы, речей Ленина, позднее Сталина, постановления партии. Также издавалось много художественной оригинальной литературы, которая изначально писалась на цыганском языке. Однако в целом масштабы этой деятельности были незначительные.
Цыгане СССР с 1927 года использовали алфавит на основе русского с добавлением буквы Ґ ґ и с вычетом букв Щ щ и ъ (диалект русских цыган).
Цыганский алфавит диалекта русских цыган:
| А а | Б б | В в | Г г | Ґ ґ | Д д | Е е | Ё ё | Ж ж | З з | И и | Й й | К к | Л л | М м | Н н |
| О о | П п | Р р | С с | Т т | У у | Ф ф | Х х | Ц ц | Ч ч | Ш ш | Ы ы | Ь ь | Э э | Ю ю | Я я |

Немало изданий на цыганском языке с использованием этого алфавита опубликовано в СССР до Второй мировой войны (см. «Романо каталого» — список изданий на цыганском языке 1928—1938 гг., хранящихся в Российской государственной библиотеке). В конце 1930-х гг., вместе со сворачиванием всех программ по цыганскому языку, алфавит выходит из употребления. С 1950-х гг. он вновь используется в немногочисленных публикациях. В словаре Деметер-Чарской знак ґ передаётся как «г с апострофом» и рассматривается как вариант последней.
В 1990 году предложен альтернативный цыганский алфавит кэлдэрарского диалекта; от предыдущего он отличается другим типографским знаком для придыхательного «г», а сочетания «пх», «кх» и др., передающие другие придыхательные согласные, а также «рр» рассматриваются как самостоятельные буквы:
| А а   | Б б   | В в | Г г | Ғ ғ | Д д | Е е | Ё ё   | Ж ж | З з   | И и | Й й |
| К к   | Кх кх | Л л | М м | Н н | О о | П п | Пх пх | Р р | Рр рр | С с | Т т |
| Тх тх | У у   | Ф ф | Х х | Ц ц | Ч ч | Ш ш | Ы ы   | Ь ь | Э э   | Ю ю | Я я |

В 2008 году в Луцке (Украина) был издан цыганский букварь, использующий 32 буквы украинского алфавита.
Алфавит, использованный в учебных изданиях на диалектах ловаря, кэлдэраря, кишиневцы (2009 г.): А а, Б б, В в, Г г, Ґ ґ, Д д, Е е, Ё ё, Ж ж, Ж' ж', З з, И и, Й й, К к, Кх кх, Л л, М м, Н н, О о, П п, Пх пх, Р р, С с, Т т, Тх тх, У у, Ф ф, Х х, Ц ц, Ч ч, Ч' ч', Ш ш, Ш' ш', Ы ы, Ь ь, Э э, Ю ю, Я я.
Цыганский алфавит, используемый в Сербии: А а, Б б, В в, Г г, Д д, Ђ ђ, Е е, Ж ж, З з, И и, Ј ј, К к, Кх кх, Л л, Љ љ, М м, Н н, Њ њ, О о, П п, Пх пх, Р р, Рр рр, С с, Т т, Тх тх, Ћ ћ, Ћх ћх, У у, Ф ф, Х х, Ц ц, Ч ч, Чх чх, Џ џ, Ш ш, Ъ ъ.

### На основе латиницы
В бывшей Югославии использовался алфавит на латинской основе: A a, Ä ä, B b, C c, Č č, Kj kj, D d, Gj gj, Dž dž, E e, F f, G g, H h, X x, I i, J j, K k, L l, Lj lj, M m, N n, Nj nj, O o, P p, Q q, R r, S s, Š š, T t, U u, V v, Z z, Ž ž. Именно этот алфавит используется в проекте «общего цыганского» языка на основе кэлдэрарских диалектов, а также в публикациях ЕС. Используется цыганской группой Бояши с добавлением букв с акутом (обозначает долготу).
Адаптированная версия этого алфавита используется в учебнике влашского диалекта И. Хэнкока (добавлены сочетания для придыхательных согласных kh, th и др., а также увулярного rr). В цыганской версии Википедии используется другая адаптированная версия этого алфавита: знаки с надстрочным «гачеком» заменены на сочетания ch, sh и т. д., а вместо j используется y.
В 2002 году в Румынии был издан цыганский букварь «Alfabetizaciaqo lil anθ-i rromani ćhib vaś e ćhave, terne thaj baremanuśa», содержавший следующий алфавит: A a, Ǎ ǎ, Ä ä, à, B b, C c, Ć ć, Ćh ćh, Ç ç, D d, E e, Ë ë, ě, è, F f, G g, H h, I i, Ï ï, ǐ, ì, J j, K k, Kh kh, L l, M m, N n, O o, ǒ, ò, P p, Ph ph, Q q, R r, Rr rr, S s, Ś ś, T t, Th th, U u, ǔ, ù, V v, X x, Z z, Ź ź, Ӡ ӡ, θ. В дальнейшем он же использовался в ряде других изданий для цыганских школ.
В учебнике кэлдэрарского диалекта Ли предложен следующий алфавит (в основном, для фонетических целей, то есть как можно более точной передачи фонетики диалекта): A a, Â â, Ã ã, B b, Ch ch, D d, Dj dj, E e, Ê ê, F f, G g, H h, I i, Î î, K k, Kh kh, L l, Ly ly, M m, N n, Ng ng, Ny ny, O o, Ô ô, P p, Ph ph, R r, Rr rr, S s, Sh sh, T t, Th th, Ts ts, U u, Û û, V v, W w, X x, Y y, Z z, Zh zh.
Цыганский алфавит, используемый в Венгрии: A a, B b, C c, Ch ch, D d, Dy dy, E e, F f, G g, H h, X x, I i, J j, K k, Kh kh, L l, Ly ly, M m, N n, Ny ny, O o, P p, Ph ph, R r, S s, Sh sh, T t, Th th, Ty ty, U u, V v, Z z, Zh zh, Dzh dzh.
Цыганский алфавит, используемый в Латвии: A a, Ā ā, B b, C c, Č č, Čh čh, C̀ c̀, D d, Ď ď, Dz dz, Dž dž, E e, Ē ē, Ě ě, Ę̄ ę̄, F f, G g, Ğ ğ, Х х, H h, I i, Ī ī, J j, K k, Kh kh, Ķ ķ, L l, Ļ ļ, M m, N n, Ņ ņ, O o, Ō ō, Ǒ ǒ, P p, Ph ph, R r, S s, Š š, T t, Ť ť, Th th, U u, Ū ū, V v, Z z, Ž ž.
Цыганский алфавит, используемый в Словакии: A a, B b, C c, Č č, Čh čh, D d, Ď ď, Dz dz, Dž dž, E e, F f, G g, H h, Ch ch, I i, J j, K k, Kh kh, L l, Ľ ľ, M m, N n, Ň ň, O o, P p, Ph ph, R r, S s, Š š, T t, Ť ť, U u, V v, Z z, Ž ž.
Цыганский алфавит, используемый в Швеции: A a, B b, Ch ch, D d, E e, F f, G g, H h, I i, J j, K k, L l, M m, N n, O o, P p, R r, S s, Sch sch, T t, Tch tch, U u, V v.
Такое различие в орфографии, несмотря на близкое родство цыганских диалектов, сильно усложняет взаимное понимание письменных текстов.

### Другие
Есть попытки использовать для записи цыганского языка письменность на основе деванагари. Его сторонники считают данное письмо наиболее соответствующим фонемному составу и типологии индийских языков, в том числе цыганского. В частности, деванагари ранее применялся как альтернативная письменность в цыганской Википедии. В то же время многие носители языка считают использование деванагари искусственным и практически неудобным.

## Лингвистические черты

### Грамматика

#### Артикль
В цыганском языке существует определённый артикль. В севернорусском диалекте он факультативен, в прочих употребляется широко. Различается по родам и числам.

#### Существительное
Существительные в цыганском языке склоняются по семи падежам:
- именительный
- винительный
- дательный
- отложительный
- притяжательный
- творительный
- звательный

Существительные мужского рода в единственном числе именительном падеже имеют обычно ударное окончание — -о, -ё, -ибэн/-ыбэн, -ипэн/-ыпэн — или нулевое. Существительные женского рода в единственном числе именительном падеже имеют обычно ударное окончание — -ы, -и — или нулевое.
Склонение существительного зависит не только от рода и окончания, но также от того, обозначает ли оно одушевлённый или неодушевлённый предмет и является ли исконным или заимствованным.
Почти все существительные, обозначающие абстрактные понятия, мужского рода.

#### Прилагательное
Склонение прилагательных зависит от того, относятся ли они к существительному или находятся в предложении сами по себе.

#### Местоимение
Местоимения имеют только шесть падежей (отсутствует звательный).

#### Глагол
Инфинитив отсутствует (заменяется личной формой глагола, аналогично другим языкам балканского языкового союза). В большинстве диалектов глагол имеет четыре временных формы (две прошедших, одна будущая и одна для настоящего + будущего совершенного времени).

#### Синтаксис
Порядок слов в предложении относительно свободен, однако предпочтительной является порядок SVO (подлежащее — сказуемое — дополнение). Определение в качестве прилагательного обычно предшествует существительному.

### Лексика

#### Цыганские заимствования в европейских языках
В то время как цыгане в более или менее большом количестве заимствуют слова из других языков, цыганская лексика также проникает в языки соседей, особенно в уличные, ресторанно-музыкальные и криминальные жаргоны.

##### Врусском языке
- «лавэ» «деньги» — от цыг. ловэ («деньги»);
- «стырить» «украсть» — от цыг. тэ стырдэс («стянуть»);
- «хавать» «есть, кушать» — от цыг. хав («Я ем»);
- «лабать» — играть на музыкальном инструменте — от цыг. тэ дилабас («петь, исполнять песню»)[22].

##### Ванглийском языке
В британском варианте английского языка обнаруживается около тысячи слов, проникших из цыганского языка в англо-цыганский язык, а затем в диалекты низших социальных классов (преступников, бездомных, странствующих подёнщиков), и далее в язык современных городских молодёжных субкультур, например:
- pal «приятель» — ср. цыг. phral («брат»);
- chav «пацан» — «парень „с улицы“», ср. цыг. čavo («свой, цыганский парень»);

Цыганское влияние особо заметно в субкультурах севера Англии и шотландского пограничья.

##### Виспанском языке
- Chingar «совершить (насильный) половой акт, обманывать» — ср. цыг. te čingires («сечь, колоть, хлестать»; иносказательно: «совершать половой акт», обманывать) и čingar («спор, ссора, драка»);
- gachó «человек» — ср. цыг. gadžo («человек-нецыган»);
- chaval «мальчик, сын» — ср. цыг. čavo («цыганский мальчик, сын»);
- parné «деньги» — ср. цыг. parne («белые монеты», иносказательно: «серебряные монеты»);
- pinreles «ступни» — ср. цыг. pire («ступни, ноги»);
- camelar «соблазнять» — ср. цыг. kamela («любит, хочет», иносказательно: «занимается сексом»).

## Изучение

### Россия, СНГ, СССР
Несмотря на широкое распространение цыганского языка в бывшем СССР, работы, посвящённые этому языку (в основном севернорусскому диалекту), немногочисленны.
В начале XX века подробное исследование по севернорусскому диалекту опубликовал П. С. Истомин. В 1930-е гг. вышел словарь севернорусского диалекта под редакцией М. В. Сергиевского и А. П. Баранникова.
В результате репрессий 1930-х гг. исследования цыганского языка в СССР свёрнуты и возобновлены в 1960-е гг., когда началась политика поощрения перехода цыган к оседлому образу жизни. Исследования по диалектологии цыганского языка в целом и по севернорусскому диалекту в частности публикуют Т. В. Вентцель и Л. Н. Черенков.
В 1980-е гг. появляется пока единственный в СССР словарь кэлдэрарского диалекта П. С. Деметера и Р. С. Деметер под редакцией Л. Н. Черенкова. Посмертно опубликовано исследование И. М. Андрониковой «Язык цыганский весь в загадках». В 2001 году вышел словарь ловарьского диалекта, составленный цыганским прозаиком, поэтом и переводчиком Г. Н. Цветковым.
В настоящее время работы, посвящённые цыганскому языку, публикуют Ф. А. Елоева, М. В. Ослон, Я. А. Панченко, А. Ю. Русаков, В. Г. Торопов (крымский диалект), В. В. Шаповал (кэлдэрарский и русско-ромский диалекты), Г. Н. Цветков и М. В. Смирнова-Сеславинская. Блог, заметная часть материалов которого посвящена цыганскому языку и культуре, ведёт московская журналистка Л. М. Мазикина.

### Другие страны
За рубежом изучение цыганского языка начинается с XVI века, когда появляется первый список цыганских слов. Первыми происхождение цыганского языка из древнеиндийского показали немецкий лингвист Иоганн Рюдигер в публикации Von der Sprache und Herkunft der Zigeuner aus Indien («О языке и происхождении цыган из Индии»), вышедшей в 1782 году, и российский лингвист немецкого происхождения П. С. Паллас в «Сравнительных словарях всех языков и наречий», опубликованных в 1787 году. В области описания, сравнивания и классификации диалектов цыганского языка первопроходцем стал Франц Миклошич в 1872 году, а английский исследователь цыган Бернард Гиллиат-Смит в 1915 году ввёл разделение на «влашские» и «невлашские» диалекты, и по сей день остающееся уместным, хотя и далеко не исчерпывающим. В настоящее время цыганской диалектологией занимаются в Германии Норберт Борецкий и Биргит Игла, в Великобритании Ярон Матрас, в Чехии Виктор Елшик.
Значительный вклад в изучение цыганского языка внесли также чешский лингвист М. Хюбшманнова (центральные диалекты), канадский писатель и лингвист Рональд Ли (кэлдэрарские диалекты), британец Ян Хэнкок (влашские диалекты), македонец Круме Кепески (балканские диалекты), болгары Кирил Костов (работает в Берлине) и Христо Кючуков, поляк Ваня де Гила-Кохановски (работает во Франции), француз Марсель Куртьяде.

## В искусстве
Цыганский язык используется преимущественно как разговорный. Тем не менее, существует ряд произведений, созданных на цыганском языке.
В литературе на цыганском писали (и пишут) Матео Максимов, Папуша, Лекса Мануш, Георгий Цветков, Вальдемар Калинин, Панченко Януш, Джура Махотин, Илона Махотина, Миха Козимиренко, Лилит Мазикина, Михал Мижидар и ряд других, менее известных авторов.
Для литературы на цыганском языке характерно преобладание поэзии и малых форм. Причиной является, по видимости, то, что сочинение стихов является привычным, традиционным народным развлечением, в то время как написание прозаических произведений требует определённой литературной подготовки.
В драматургии на цыганском языке играют спектакли в театре «Пралипэ». Также, в первом цыганском театре Николая Шишкина оперетты ставились на цыганском.
В кинематографе известность получили только два режиссёра, снимающих фильмы с использованием фрагментов на цыганском языке: Тони Гатлиф и Эмир Кустурица. Частично или целиком на цыганском языке сняты такие фильмы, как «Время цыган», «Чёрная кошка, белый кот», «Странный чужак», «Добрый путь», «Везунчик», «Изгнанники».
Полностью на цыганский язык (кэлдэрарский диалект) был переведён фильм «Иисус».